# Due cuori e un matrimonio
Due cuori e un matrimonio (Perfect Match) è un film televisivo del 2015, diretto da Ron Oliver con protagonisti Danica McKellar e Paul Green.

## Trama
Paul e Lucy sono due ragazzi in procinto di sposarsi, ma i due si trovano  in disaccordo su qualsiasi decisione da prendere. La madre dello sposo decide così di assumere una wedding planner e un organizzatore di eventi per aiutare gli sposi nei preparativi. I due progettisti sono molto diversi tra loro e hanno spesso discussioni tra loro, ma col tempo imparano a conoscersi meglio e a scendere a compromessi, raggiungendo ottimi risultati non solo sul lavoro.